# Pokémon Compilation
Pokémon Compilation è una raccolta delle sigle della serie animata Pokémon cantate da Giorgio Vanni e Cristina D'Avena, distribuita da RTI Music il 5 dicembre 2007.

## Descrizione
La raccolta è stata commercializzata nel dicembre del 2007 attraverso il circuito delle edicole e riunisce in unico supporto tutte le sigle italiane del cartone animato, ad eccezione della penultima sigla, Pokémon Chronicles, omessa dalla compilation, ma disponibile sul CD Cristina D'Avena e i tuoi amici in TV 20. 
L'album raccoglie inoltre tutte le versioni remix delle canzoni fatta eccezione per le prime due. Questi, già editi nelle 4 compilation di Cartuno, sono riproposti nella loro versione integrale. Una raccolta similare ma meno completa di questa era stata pubblicata un anno e mezzo prima, sempre da RTI, con il titolo The Master Saga.
Sulla copertina del CD sono raffigurati Dialga e Palkia e al centro i titoli delle canzoni in ordine casuale.

## Tracce
Testi di Alessandra Valeri Manera tranne "Pokémon Diamante e Perla", musiche di Max Longhi e Giorgio Vanni.
1. Pokémon Diamante e Perla – 2:47 (testo: Graziella Caliandro)
2. Pokémon Advanced Battle – 2:45
3. Pokémon Advanced – 2:39
4. Pokémon Advanced (remix) – 3:26
5. Pokémon: The Master Quest – 2:43
6. Pokémon: The Master Quest (remix) – 3:00
7. Pokémon: The Johto League Champions – 3:23
8. Pokémon: The Johto League Champions (remix) – 2:38
9. Always Pokémon – 2:56
10. Always Pokémon (remix) – 3:18
11. Pokémon: Oltre i cieli dell'avventura – 3:04
12. Pokémon: Oltre i cieli dell'avventura (remix) – 3:32
13. Pokémon – 3:03
14. Pokémon (remix) – 4:31

## Produzione
- Paolo Paltrinieri – direzione artistica e produzione discografica
- Marina Arena, Tony De Padua – coordinamento
- Giuseppe Spada – grafica
- Enrico Fabris – mastering a RTI Recording Studio, Cologno Monzese (MI)